# Tinogasta
Tinogasta ist die Hauptstadt des gleichnamigen Departamento Tinogasta in der Provinz Catamarca im Nordwesten Argentiniens. Sie liegt am westlichen Rand der Provinz auf einer Höhe von 1.255 Metern am rechten Ufer des Río Abaucán und hat 11.485 Einwohner (2010, INDEC). Die Entfernung zur Provinzhauptstadt San Fernando del Valle de Catamarca beträgt 280 Kilometer. Man erreicht Tinogasta über die Ruta Nacional 38 und Ruta Nacional 60 oder über die Ruta Provincial 45.
Von Chile aus kann man über den Paso de San Francisco anreisen.

## Geschichte
Tinogasta wurde von den Diaguitas besiedelt. Der Name kommt aus dem Kakana, der Sprache der Diaguitas, wobei tino "Treffen" beziehungsweise "Treffpunkt" und gasta "Volk" bedeutet.
Heute ist Tinogasta eines der wichtigsten urbanen Zentren des Westens der Provinz Catamarca.

## Klima
Tinogasta verfügt über ein sehr angenehmes trockenes Klima. Im Sommer werden Minimaltemperaturen von 19 °C und Maximaltemperaturen von 33 °C erreicht. Im Winter oszillieren die Temperaturen zwischen 21 und 2 °C.
|                        | Jan  | Feb  | Mär  | Apr  | Mai  | Jun  | Jul  | Aug  | Sep  | Okt  | Nov  | Dez  |   |      |
| Mittl. Temperatur (°C) | 24,8 | 23,6 | 21,6 | 16,9 | 13,2 | 9,7  | 10,1 | 12,0 | 15,5 | 20,2 | 22,7 | 24,9 | ⌀ | 17,9 |
| Mittl. Tagesmax. (°C)  | 33,3 | 32,0 | 30,1 | 26,3 | 23,3 | 20,6 | 21,3 | 22,7 | 25,6 | 29,5 | 31,7 | 33,4 | ⌀ | 27,5 |
| Mittl. Tagesmin. (°C)  | 17,8 | 16,5 | 14,9 | 8,7  | 4,0  | −0,4 | −0,2 | 1,1  | 5,0  | 9,1  | 13,8 | 16,5 | ⌀ | 8,9  |
|                        |      |      |      |      |      |      |      |      |      |      |      |      |   |      |
| Niederschlag (mm)      | 63,0 | 46,0 | 21,0 | 13,0 | 1,0  | 1,0  | 2,0  | 2,0  | 1,0  | 4,0  | 5,0  | 24,0 | Σ | 183  |
|                        |      |      |      |      |      |      |      |      |      |      |      |      |   |      |
| Regentage (d)          | 9    | 6    | 5    | 2    | 0,4  | 0,7  | 0,4  | 0,9  | 0,8  | 1    | 2    | 5    | Σ | 33,2 |

| 17,8 |

| 16,5 |

| 14,9 |

| 8,7 |

| 4,0 |

| −0,4 |

| −0,2 |

| 1,1 |

| 5,0 |

| 9,1 |

| 13,8 |

| 16,5 |

| 17,8 |

| 16,5 |

| 14,9 |

| 8,7 |

| 4,0 |

| −0,4 |

| −0,2 |

| 1,1 |

| 5,0 |

| 9,1 |

| 13,8 |

| 16,5 |

## Wirtschaft
Die Wirtschaft um Tinogasta ist geprägt durch Weinfelder (siehe hierzu auch den Artikel Weinbau in Argentinien), Olivenhaine und dem Anbau von Luzernen als Viehfutter. Hinzu kommt die Verarbeitung der landwirtschaftlichen Produkte in Wein, Rosinen, Olivenöl und Trockenfrüchte.

## Tourismus
Die Attraktion Tinogastas sind die Berge der Anden. Vor diesem Hintergrund eignet sich der Ort als Ausgangspunkt für Bergwanderungen und Fotosafaris, unter anderem zum nahe gelegenen Monte Pissis, dem zweithöchsten Vulkan der Erde. Tinogasta verfügt über mehrere Hotels.
- Termas de La Aguadita.
- Termas de Fiambalá (15 km). Natürliche Wasserbecken mit Temperaturen zwischen 38 und 70 °C.
- Ruinas de Troya.

## Sehenswertes
- Museo Arqueológico „Dr. Guillermo Rafael Alanis“. Das Museum entstand auf der Grundlage der Sammlung von Dr. Alanis, der viele Jahre das Gebiet von Antofagasta de la Sierra und Belén bereiste. Aus Antofagasta de la Sierra stammen die Schädel und Knochen und aus Belén die Münzsammlung. In dieser Zone lebten unterschiedliche Kulturen: die Belén, Ciénaga, Aguada und andere. Im Museum können Gräber aus Troya und Campo del Mortero und Keramik der Diaguita bewundert werden.
- Museo Arqueológico Municipal „Tulio Robaudi“. Ursprünglich ein Privatmuseum der Eheleute Robaudi, die es der Gemeinde übereigneten. Ein Saal enthält ausschließlich Fundstücke der Gründer. Hervorzuheben sind die Diaguita-Exponate, darunter solche mit starken Einflüssen der Aguada-Kultur. Zu betrachten sind außerdem ein mumifizierter Körper (um 1300), Keramik der Ciénaga-Kultur und Pfeifen zur Inhalation von Halluzinogenen. Das Museum zeigt Schädel von Erwachsenen beiderlei Geschlechts. Aus der Inka-Periode (1400–1530) und aus der Zeit der Condorhuasi (350 v. Chr.) werden Gefäße ausgestellt. Das Museum wird archäologisch durch die Universität von La Plata betreut.

## Feste
- Fiesta de la Vendimia (Januar)
- Festival del Camino hacia un nuevo sol (Februar)